# Levitació magnètica
|  | «Maglev» redirigeix aquí. Vegeu-ne altres significats a «Tren Maglev». |

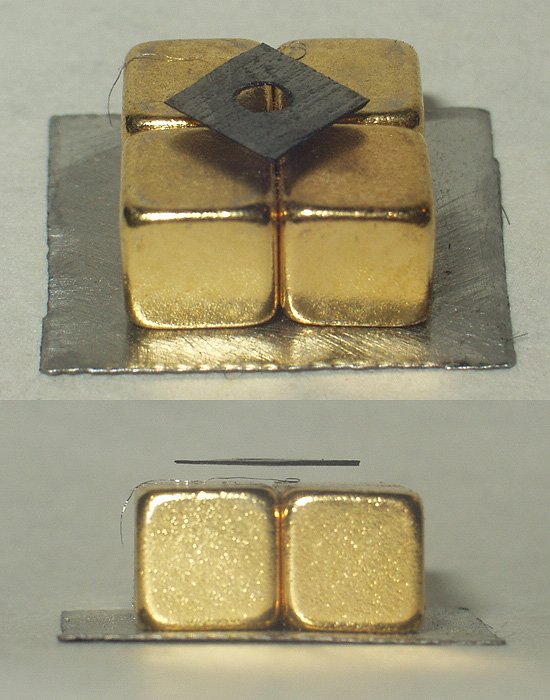
Levitació de carboni pirolític

La levitació magnètica, també coneguda pel seu acrònim anglès Maglev, és un mètode pel qual un objecte és mantingut en levitació per acció únicament d'un camp magnètic. Amb unes altres paraules, la força del camp magnètic es contraposa a la força de la gravetat. Val a dir que qualsevol objecte pot levitar sempre que el camp magnètic sigui prou fort.
El teorema d'Earnshaw demostra que utilitzant només el ferromagnetisme estàtic és impossible fer levitar cap objecte establement contra la gravetat, però l'ús de materials diamagnètics i servomecanismes sobre superconductors (matriu Halbach, etc.) fan possible aquesta levitació. Les aplicacions més comunes de la levitació magnètica són els trens Maglev, el rodament magnètic, i la levitació de productes per a la seva exposició, però n'han aparegut més.
S'estan fent assajos per a poder controlar (contenir dins d'un camp magnètic) la fusió nuclear. Relacionada amb aquesta tecnologia, una altra utilitat de la levitació magnètica pot ser la levitació del plasma. Aquesta seria l'única manera possible, perquè els milions de graus d'aquest fenomen fondria qualsevol altre mena de contenidor.